# 인투 더 샤크스톰
《인투 더 샤크스톰》(Sharknado 5: Global Swarming)은 미국에서 제작된 안소니 C. 페란트 감독의 2017년 SF, 액션 영화이다. 이안 지어링 등이 주연으로 출연하였고 데이빗 마이클 랫 등이 제작에 참여하였다. 샤크난도 영화 시리즈 가운데 5번째 작품이다.

## 출연

### 주연
- 이안 지어링
- 타라 레이드
- 카산드라 서보

### 조연
- 빌리 배럿
- 크리스 커턴
- 올리비아 뉴튼 존
- 돌프 룬드그렌
- 마시엘라 루샤
- 코디 린리
- 바이링
- 제이 로드리게스
- 마거릿 조

## 기타
- 원작자: 썬더 레빈
- 공동제작: 데이빗 L. 가버
- 라인프로듀서: 마이클 메일랜더
- 사운드슈퍼바이저: 리사 리스
- 미술: 펠릭스 콜스
- 시각효과: 글렌 캠벨
- 배역: 스코티 멀른

## 반응
로튼 토마토는 8개의 리뷰를 기반으로 38% 점수를 주었다.